# Seznam dílů seriálu Tajný život K.C.
Toto je seznam dílů seriálu Tajný život K.C.. Americký televizní seriál Tajný život K.C. měl premiéru na stanici Disney Channel. Vytvořil ho Corinne Marshall a produkoval Rob Lotterstein. Seriál měl premiéru 1. ledna 2015 na Watch Disney Channel, televizní premiéra následovala 18. ledna.

## Přehled řad
| Řada | Díly | Premiéra v USA   | Premiéra v USA | Premiéra v ČR (ČT :D) | Premiéra v ČR (ČT :D) | Premiéra v ČR     | Premiéra v ČR  |
| Řada | Díly | První díl        | Poslední díl   | První díl             | Poslední díl          | První díl         | Poslední díl   |
| ---- | ---- | ---------------- | -------------- | --------------------- | --------------------- | ----------------- | -------------- |
| 1    | 27   | 18. ledna 2015   | 24. ledna 2016 | 6. září 2018          | 16. října 2018        | 18. července 2015 | 5. září 2016   |
| 2    | 24   | 6. března 2016   | 13. ledna 2017 | 17. října 2018        | 21. listopadu 2018    | 2. října 2016     | 3. června 2017 |
| 3    | 24   | 7. července 2017 | 2. února 2018  | 17. února 2022        | bude oznámeno         | 9. září 2017      | 7. srpna 2018  |

## Seznam dílů

### První řada (2015–2016)
| Č. v seriálu | Č. v řadě | Původní název                          | Český název                     | Režie                                                | Scénář                                                             | Premiéra v USA                                         | Premiéra v ČR                                      | Prod. kód |
| --- | --------- | -------------------------------------- | ------------------------------- | ---------------------------------------------------- | ------------------------------------------------------------------ | ------------------------------------------------------ | -------------------------------------------------- | --------- |
| 1 | 1         | Pilot                                  | Zkouška                         | Jon Rosenbaum                                        | námět: Corinne Marshall scénář: Rob Lotterstein a Corinne Marshall | 18. ledna 2015                                         | 18. července 2015                                  | 101       |
| K.C. zjistí, že její rodiče jsou špioni a chtějí, aby šla v jejich stopách |           |                                        |                                 |                                                      |                                                                    |                                                        |                                                    |           |
| 2 | 2         | My Sister from Another Mother... Board | Sestřička jiného druhu          | Jon Rosenbaum                                        | Rob Lotterstein                                                    | 25. ledna 2015                                         | 6. září 2015                                       | 102       |
| Rodiče a K.C. se rozhodli, že Erniemu řeknou, že jsou špioni. Ernie se chce též stát špionem a K.C. ho v tom podporuje. Rodiče ale radši pořídí robota Judy. Ernie ale dokáže, že na to má. |           |                                        |                                 |                                                      |                                                                    |                                                        |                                                    |           |
| 3 | 3         | Give Me a "K"! Give Me a "C"!          | Řekni K! Řekni C!               | Jon Rosenbaum                                        | Rob Lotterstein                                                    | 8. února 2015                                          | 13. září 2015                                      | 103       |
| Marisa je na K.C. naštvaná, jelikož neustále někam mizí. |           |                                        |                                 |                                                      |                                                                    |                                                        |                                                    |           |
| 4 | 4         | Off the Grid                           | Mimo signál                     | Jon Rosenbaum                                        | Darin Henry                                                        | 15. února 2015                                         | 4. října 2015                                      | 106       |
| Rodiče K.C. zmizeli. Rudý kód je spuštěn a prarodiče jdou do akce. |           |                                        |                                 |                                                      |                                                                    |                                                        |                                                    |           |
| 5 | 5         | Photo Bombed                           | Vítězné foto                    | Jon Rosenbaum                                        | Rob Lotterstein                                                    | 1. března 2015                                         | 27. září 2015                                      | 104       |
| Marise znovu vadí dochvilnost K.C. a tak jí K.C. musí říct pravdu, aby se o tom ale nikdo nedozvěděl. |           |                                        |                                 |                                                      |                                                                    |                                                        |                                                    |           |
| 6 | 6         | How K.C. Got Her Swag Back             | Zpátky ve své kůži              | Jon Rosenbaum                                        | Jenn Lloyd a Kevin Bonani                                          | 8. března 2015                                         | 3. ledna 2016                                      | 108       |
| K.C. zkazí misi a necítí se ve své kůži |           |                                        |                                 |                                                      |                                                                    |                                                        |                                                    |           |
| 7 | 7         | Daddy's Little Princess                | Tatínkova princeznička          | Jon Rosenbaum                                        | Teri Schaffer a Raynelle Swilling                                  | 29. března 2015                                        | 10. ledna 2016                                     | 107       |
| 8 | 8         | Assignment: Get That Assignment        | Nebezpečná slohovka             | Kadeem Hardison                                      | Rob Lotterstein                                                    | 6. dubna 2015                                          | 17. ledna 2016                                     | 118       |
| 9 | 9         | Spy-Anoia Will Destroy Ya              | Špiónoja                        | Rich Correll                                         | Eileen Conn                                                        | 19. dubna 2015                                         | 24. ledna 2016                                     | 105       |
| Ernie si domu přivede jeho novou "dívku", to ale ještě netuší, že je to vlastně špiónka. |           |                                        |                                 |                                                      |                                                                    |                                                        |                                                    |           |
| 10 | 10        | Double Crossed Part 1                  | Jako nůž do zad                 | Joel Zwick Jody Margolin Hahn                        | Cat Davis a Eddie Quintana Eileen Conn                             | 29. května 2015                                        | 31. ledna 2016                                     | 109-110   |
| 11 | 11        | Double Crossed Part 2                  | Jako nůž do zad                 | Jon Rosenbaum                                        | Rob Lotterstein                                                    | 30. května 2015                                        | 7. února 2016                                      | 111       |
| 12 | 12        | Double Crossed Part 3                  | Jako nůž do zad                 | Jon Rosenbaum                                        | Darin Henry                                                        | 31. května 2015                                        | 14. února 2016                                     | 112       |
| Úhlavní nepřítel rodiny Zane se po 20 letech vrací. K.C. byla přidělena na misi s Brettem, ten jí ale unese a ona zjistí že je Zaneův syn. Nakonec dochází ke konečnému setkání Craiga Coopera a Zanea. |           |                                        |                                 |                                                      |                                                                    |                                                        |                                                    |           |
| 13 | 13        | Stakeout Takeout                       | Vydařená sledovačka             | Jon Rosenbaum                                        | Darin Henry                                                        | 7. června 2015                                         | 21. února 2016                                     | 117       |
| Všichni Ernieho považují jen za Ajťáka a jeho to štve. K.C. mu ale dá možnost dokázat, že má na víc. |           |                                        |                                 |                                                      |                                                                    |                                                        |                                                    |           |
| 14 | 14        | The Neighborhood Watchdogs             | Sousedská hlídka                | Jon Rosenbaum                                        | Darin Henry                                                        | 14. června 2015                                        | 28. února 2016                                     | 122       |
| V ulici řádí zloděj a K.C. vytvoří sousedskou hlídku, nazvanou Hlídací psi. |           |                                        |                                 |                                                      |                                                                    |                                                        |                                                    |           |
| 15 | 15        | First Friend                           | Kamarádka prezidentovy dcery    | Jon Rosenbaum                                        | Darin Henry                                                        | 26. června 2015                                        | 6. března 2016                                     | 125       |
| K.C. dostala za úkol dávat pozor na prezidentovu dceru. |           |                                        |                                 |                                                      |                                                                    |                                                        |                                                    |           |
| 16-17 | 1617      | Operation: Other Side                  | Operace: Druhá strana           | Jon Rosenbaum (1. část)Kimberly McCullough (2. část) | Eileen Conn (1. část)Rob Lotterstein (2. část)                     | 12. července 2015 (1. část)19. července 2015 (2. část) | 13. března 2016 (1. část)20. března 2016 (2. část) | 114-115   |
| K.C. je v utajení, aby zjistila, kdo verbuje agenty Druhé strany a aby zabránila Druhé straně ve stvoření nebezpečné zbraně. Tam se ale setkává se zlým Brettem, který ji kvůli lásce k ní tajně pomůže splnit misi. |           |                                        |                                 |                                                      |                                                                    |                                                        |                                                    |           |
| 18 | 18        | K.C. and the Vanishing Lady            | K.C. a zmizelá dáma             | Rich Correll                                         | Cat Davis a Eddie Quintana                                         | 26. července 2015                                      | 7. května 2016                                     | 119       |
| Cooperovi jedou na dovolenou, ani tam si ale neodpočinou. |           |                                        |                                 |                                                      |                                                                    |                                                        |                                                    |           |
| 19 | 19        | Debutante Baller                       | Ples Debutantek                 | Jon Rosenbaum                                        | Raynelle Swilling a Teri Schaffer                                  | 9. srpna 2015                                          | 28. května 2016                                    | 113       |
| Kira chce aby K.C. byla jako už 4 generace královnou plesu debutantek, jenže jí namluví že jde o misi. |           |                                        |                                 |                                                      |                                                                    |                                                        |                                                    |           |
| 20 | 20        | K.C.'s the Man                         | K.C. je správný muž             | Rosario J. Roveto, Jr.                               | Teri Schaffer a Raynelle Swilling                                  | 16. srpna 2015                                         | 18. června 2016                                    | 127       |
| 21 | 21        | Runaway Robot                          | Robot na útěku                  | Joel Zwick                                           | Rob Lotterstein                                                    | 7. září 2015                                           | 14. května 2016 (1. část)21. května 2016 (2. část) | 120-121   |
| K.C. seznámí Judy s její stvořitelkou a Judy s ní pak traví víc času, než s K.c. Nakonec se K.C. s Judy pohádají, Judy uteče ke své stvořitelce od které taky uteče s tím že, ji chce nahradit. Nakonec se Judy dostane do rukou Druhé strany a K.C. tak s Judyinou stvořitelkou budou muset Judy zachránit. Host: Raven-Symoné jako stvořitelka Judy. |           |                                        |                                 |                                                      |                                                                    |                                                        |                                                    |           |
| 22 | 22        | All Howl's Eve                         | Předvečer ve vsi                | Jon Rosenbaum                                        | Dava Savel                                                         | 4. října 2015                                          | 31. října 2016                                     | 123       |
| Rodiče K.C. odjeli pryč, tak K.C. uspořádá Halloweenskou párty u nich v domě. Jenže se celý večer trochu vymkne kontrole. |           |                                        |                                 |                                                      |                                                                    |                                                        |                                                    |           |
| 23 | 23        | The Get Along Vault                    | Snášenlivý sejf                 | Phill Lewis                                          | Jenn Lloyd a Kevin Bonani                                          | 18. října 2015                                         | 4. června 2016                                     | 126       |
| K.C. a Ernie se pohádají. Rodiče je pošlou na misi při které uvíznou v trezoru a aby se odtamtud dostali, budou muset spojit síly a spolupracovat. |           |                                        |                                 |                                                      |                                                                    |                                                        |                                                    |           |
| 24 | 24        | Enemy of the State                     | Nepřítel státu                  | Joel Zwick                                           | Eileen Conn                                                        | 8. listopadu 2015                                      | 11. června 2016                                    | 124       |
| Na Kiru někdo nastraží past a zavřou ji tak do vězení a Cooperovi pátrají po tom, kdo to udělal s Kiřinou ne-úplně normální právničkou. |           |                                        |                                 |                                                      |                                                                    |                                                        |                                                    |           |
| 25 | 25        | Twas the Fight Before Christmas        | Nejlepší dárek na světě         | Joel Zwick                                           | Jenn Lloyd a Kevin Bonani                                          | 6. prosince 2015                                       | 5. prosince 2016                                   | 116       |
| K Vánocům se K.C. rozhodne dát Craigovi ten nejlepší dárek, nejdřív z něj ale tak nadšený není. |           |                                        |                                 |                                                      |                                                                    |                                                        |                                                    |           |
| 26-27 | 2627      | K.C. and Brett: The Final Chapter      | K.C. a Brett: Poslední kapitola | David Kendall (1. část)Jon Rosenbaum (2. část)       | Rob Lotterstein                                                    | 17. ledna 2016 (1. část)24. ledna 2016 (2. část)       | 5. září 2016                                       | 128-129   |
| Brett dostane za úkol zlikvidovat K.C. Z lásky k ní to ale nemůže udělat, a tak se stane terčem Druhé strany. Na to aby přežil, bude potřebovat pomoc Cooperových. |           |                                        |                                 |                                                      |                                                                    |                                                        |                                                    |           |

### Druhá řada (2016–2017)
| Č. v seriálu | Č. v řadě | Původní název                     | Český název                               | Režie                                                | Scénář                                                   | Premiéra v USA                                 | Premiéra v ČR                                      | Prod. kód |
| --- | --------- | --------------------------------- | ----------------------------------------- | ---------------------------------------------------- | -------------------------------------------------------- | ---------------------------------------------- | -------------------------------------------------- | --------- |
| 28 | 1         | Coopers Reactivated!              | Cooprovi opět aktivováni!                 | Jon Rosenbaum                                        | Rob Lotterstein                                          | 6. března 2016                                 | 2. října 2016                                      | 201-202   |
| Cooperovy byly vyhozeny z organizace, nyní ale dostali šanci se vrátit, pokud dostanou do vězení jednoho z nejnebezpečnějších kriminálníků všech dob. |           |                                   |                                           |                                                      |                                                          |                                                |                                                    |           |
| 29 | 2         | Do You Want to Know a Secret?     | Chcete znát tajemství?                    | Jon Rosenbaum                                        | Rob Lotterstein                                          | 13. března 2016                                | 9. října 2016                                      | 203       |
| objeví se nová holka Aby, která tvrdí že je sestřenice K.C. |           |                                   |                                           |                                                      |                                                          |                                                |                                                    |           |
| 30 | 3         | Rebel with a Cuz                  | Rebelka a sestřenice                      | Robbie Countryman                                    | Eileen Conn                                              | 20. března 2016                                | 16. října 2016                                     | 204       |
| K.C. se vydá za Aby jelikož si potřebuje plno věcí ujasnit a nakonec se spolu vydají za Kirou. |           |                                   |                                           |                                                      |                                                          |                                                |                                                    |           |
| 31 | 4         | The Mother of All Missions        | Mise všech misí                           | Joel Zwick                                           | Darin Henry                                              | 10. dubna 2016                                 | 23. října 2016                                     | 205       |
| Kira jim řekne, že Aby matka žije, a že ví Kde je, a nakonec za ní i Aby s K.c. vezme. Craig a Ernie je ale sledují |           |                                   |                                           |                                                      |                                                          |                                                |                                                    |           |
| 32 | 5         | Accidents Will Happen             | Přihodí se nehody                         | Alfonso Ribeiro                                      | Jenn Lloyd a Kevin Bonani                                | 17. dubna 2016                                 | 30. října 2016                                     | 206       |
| Ukáže se, že Aby s její mámou pracují pro 2.stranu a začnou K.c. a Kiru vydírat. |           |                                   |                                           |                                                      |                                                          |                                                |                                                    |           |
| 33 | 6         | Brainwashed                       | Vymyté mozky                              | Joel Zwick                                           | Rob Lotterstein                                          | 24. dubna 2016                                 | 6. listopadu 2016                                  | 207       |
| Craig dělá ochranku kandidátovi na více-prezidenta a Aby donutí K.c. na konec voleb propašovat zbraň. Ukáže se, že Abyin táta je vůdce 2.strany. Nastane rozhodující bitva.                                                                                           |           |                                   |                                           |                                                      |                                                          |                                                |                                                    |           |
| 34 | 7         | The Truth Hurts                   | Pravda bolí                               | Alfonso Ribeiro                                      | Vincent Brown                                            | 8. května 2016                                 | 13. listopadu 2016                                 | 208       |
| Ernie vyrábí lektvary a K.c. se omylem napije lektvaru pravdy. Marisa jí přemluví, aby předstírala že je bývalá šéfka Marisy. Jenže kvůli působení lektvaru pravda vyjde najevo.                                                                                      |           |                                   |                                           |                                                      |                                                          |                                                |                                                    |           |
| 35 | 8         | Down in the Dumps                 | Po krk v odpadcích                        | Gil Junger                                           | Cat Davis                                                | 15. května 2016                                | 20. listopadu 2016                                 | 209       |
| K.c. a Ernie se vydají ukrást důležitou Flešku. Aby mu K.c. přidala sebedůvěry řekne mu, že celé misi velí. Ernie svojí roli bere až moc vážně, proto si začnou vzájemně nadávat a trochu se to zvrtne...                                                             |           |                                   |                                           |                                                      |                                                          |                                                |                                                    |           |
| 36 | 9         | Dance Like No One's Watching      | Tancuj jako kdyby se nikdo nekoukal       | Gil Junger                                           | Eddie Quintana                                           | 22. května 2016                                | 27. listopadu 2016                                 | 210       |
| Na jedné z misí se K.c. vydává za starého dědečka a zamiluje se do ní jedná stará hodná paní. Když si s ní povídá dochází jí spousta věcí... |           |                                   |                                           |                                                      |                                                          |                                                |                                                    |           |
| 37 | 10        | The Love Jinx                     | Smůla v lásce                             | Joel Zwick                                           | Jenn Lloyd a Kevin Bonani                                | 19. června 2016                                | 4. prosince 2016                                   | 211       |
| Cooperovi jsou na svatbě známých a oddává je stejný kněz jako před 20 lety oddával Kiru a Craiga. Zjistí se že ten kněz je už dlouho hledaný podvodník. Znamená to že Cooperovi nikdy nebyli manželé?                                                                 |           |                                   |                                           |                                                      |                                                          |                                                |                                                    |           |
| 38 | 11        | K.C. Levels Up                    | K.C. je povýšena                          | Danny Teeson                                         | Eileen Conn                                              | 10. července 2016                              | 11. prosince 2016                                  | 212       |
| Organizace pro K.c. uspořádá zkoušku, něco jako test, jak moc dobrá špionka. |           |                                   |                                           |                                                      |                                                          |                                                |                                                    |           |
| 39 | 12        | Catch Him If You Can              | Chyť ho když to dokážeš                   | Eileen Conn                                          | Rob Lotterstein                                          | 17. července 2016                              | 18. prosince 2016                                  | 213       |
| K.c. má za úkol chytit počítačového hackera, jenže nebude sama kdo ho chce zatknout. |           |                                   |                                           |                                                      |                                                          |                                                |                                                    |           |
| 40 | 13        | Sup, Dawg?                        | Jak je pse?                               | Kadeem Hardison                                      | Eileen Conn                                              | 24. července 2016                              | 4. března 2017                                     | 216       |
| K.c. dostane na pomoc psa, vůbec si s ním ale nerozumí. |           |                                   |                                           |                                                      |                                                          |                                                |                                                    |           |
| 41 | 14        | Tightrope of Doom                 | Vysuté lano zkázy/Zrádné provazochodectví | Robbie Countryman                                    | Rob Lotterstein                                          | 7. srpna 2016                                  | 11. března 2017 (1. část)18. března 2017 (2. část) | 219-220   |
| Cooperovi mají velkou misi v cirkuse. |           |                                   |                                           |                                                      |                                                          |                                                |                                                    |           |
| 42 | 15        | The Legend of Bad, Bad Cleo Brown | Legenda o pěkně drsné Cleo Braunové       | Nzingha Stewart                                      | Raynelle Swilling a Teri Schaffer                        | 14. srpna 2016                                 | 25. března 2017                                    | 221       |
| Babička vypráví K.c. o pěkně drsné Cleo Braunové. |           |                                   |                                           |                                                      |                                                          |                                                |                                                    |           |
| 43 | 16        | Spy of the Year Awards            | Předávání cen Špión roku                  | Robbie Countryman                                    | Eddie Quintana                                           | 11. září 2016                                  | 4. dubna 2017                                      | 218       |
| Koná se soutěž Špion Roku, nominovanými jsou K.c. i Kira. Kdo z nich vyhraje? |           |                                   |                                           |                                                      |                                                          |                                                |                                                    |           |
| 44-45 | 1718      | In Too Deep                       | V hlubokém utajení                        | Rosario Roveto, Jr. (1. část)Stephen Engel (2. část) | Darin Henry (1. část)Jenn Lloud a Kevin Bonani (2. část) | 18. září 2016 (1. část)25. září 2016 (2. část) | 8. dubna 2017 (1. část)22. dubna 2017 (2. část)    | 214-215   |
| 46 | 19        | Virtual Insanity                  | Virtuální šílenství                       | Chris Poulos                                         | Darin Henry                                              | 2. října 2016                                  | 30. dubna 2017                                     | 223       |
| 47 | 20        | Undercover Mother                 | Matkou v utajení                          | Joely Fisher                                         | Cat Davis                                                | 6. listopadu 2016                              | 6. května 2017                                     | 222       |
| 48 | 21        | Trust No One                      | Nikomu nevěř                              | Robbie Countryman                                    | Kurt Maloney                                             | 13. listopadu 2016                             | 13. května 2017                                    | 217       |
| K.C. má pocit, že je v organizaci špeh tak se jde zeptat Zeina do vězení (ačkoliv by tomu jako bývalý profesionální agent 2. strany mohl rozumět, zjistí ale že jí Zeinovo muži v noci odposlouchávali a pomocí kódu co si v noci neustále opakovala osvobodily Zeina |           |                                   |                                           |                                                      |                                                          |                                                |                                                    |           |
| 49 | 22        | Holly Holly Not So Jolly          | Šťastné a ne tak veselé                   | Rosario Roveto, Jr.                                  | Rob Lotterstein                                          | 4. prosince 2016                               | 10. prosince 2017                                  | 224       |
| 50 | 23        | Collision Course                  | Kolízni kurz                              | Joel Zwick                                           | Jenn Lloyd a Kevin Bonani                                | 6. ledna 2017                                  | 27. května 2017                                    | 225       |
| 51 | 24        | Family Feud                       | Rodinné sváry/Rodinná pouta               | Jon Rosenbaum                                        | Rob Lotterstein                                          | 13. ledna 2017                                 | 3. června 2017                                     | 226       |
| Konečný souboj s Aby, Erikou a vůdcem 2.strany, po tom co vůdce 2.strany zavřou, zvolí jako vůdce 2.strany Zeina (který utekl z vězení v epizodě NIKOMU NEVĚŘ) |           |                                   |                                           |                                                      |                                                          |                                                |                                                    |           |

### Třetí řada (2017–2018)
| Č. v seriálu | Č. v řadě | Původní název                      | Český název                        | Režie                                                    | Scénář                                                   | Premiéra v USA     | Premiéra v ČR                                | Prod. kód |
| --- | --------- | ---------------------------------- | ---------------------------------- | -------------------------------------------------------- | -------------------------------------------------------- | ------------------ | -------------------------------------------- | --------- |
| 52 | 1         | Coopers on the Run                 | Jedeme do Ria                      | Rosario Roveto, Jr. (1. část)Robbie Countryman (2. část) | Rob Lotterstein                                          | 7. července 2017   | 9. září 2017                                 | 301-302   |
| Když se Zein stane vůdcem druhé strany, okamžitě zamíří na Cooperovy, ti mu ale utečou ( i s Marisou) do bezpečného bytu organizace v Riu. Začne je ale pronásledovat šílená agentka druhé strany, která je zažene až do jungle |           |                                    |                                    |                                                          |                                                          |                    |                                              |           |
| 53 | 2         | Welcome to the Jungle              | Vítejte v džungli                  | Robbie Countryman                                        | Rob Lotterstein                                          | 7. července 2017   | 4. prosince 2017                             | 303       |
| Cooperovy zlou agentku porazí a nasednou do vrtulníku, který ale řídí Zein. Ten vyskočí a Cooperovy nechá ve vrtulníku který padá přímo do vody                                                                                 |           |                                    |                                    |                                                          |                                                          |                    |                                              |           |
| 54 | 3         | Out of the Water and into the Fire | Z vody přímo pod palby             | Robbie Countryman                                        | Rob Lotterstein                                          | 14. července 2017  | 5. prosince 2017                             | 304       |
| Všichni si myslí že jsou Cooperovy mrtví. Ti toho využijou k tomu aby zatkli Zeina. 2.strana tímto díle padla, na scénu ale přichází nový nepřátelé zvaní alternativa.                                                          |           |                                    |                                    |                                                          |                                                          |                    |                                              |           |
| 55 | 4         | Web of Lies                        | Pavučina lži                       | Robbie Countryman                                        | Darin Henry                                              | 28. července 2017  | 6. prosince 2017                             | 305       |
| 56 | 5         | Teen Drama                         | Týn Drama                          | Robbie Countryman                                        | David Tolentino                                          | 4. srpna 2017      | 7. prosince 2017                             | 306       |
| 57 | 6         | K.C. Under Construction            | K.C. na stavbě                     | Eileen Conn                                              | Jenn Lloyd a Kevin Bonani                                | 11. srpna 2017     | 8. prosince 2017                             | 307       |
| 58 | 7         | The Storm Maker                    | Vyvolavač bouří                    | Robbie Countryman                                        | Jenn Lloyd a Kevin Bonani                                | 18. srpna 2017     | 23. ledna 2018                               | 308       |
| 59 | 8         | Keep on Truckin'                   | Překvapivá pravda                  | Jon Rosenbaum                                            | Darin Henry                                              | 25. srpna 2017     | 24. ledna 2018                               | 309       |
| 60 | 9         | Unmasking the Enemy                | Odhalení nepřítele                 | Jon Rosenbaum                                            | Rob Lotterstein                                          | 3. listopadu 2017  | 25. ledna 2018                               | 310       |
| 61 | 10        | The Truth Will Set You Free        | Osvobozující pravda                | Jon Rosenbaum                                            | Eileen Conn                                              | 10. listopadu 2017 | 26. ledna 2018                               | 311       |
| 62 | 11        | Stormy Weather                     | Bouřlivé počasí                    | Jon Rosenbaum                                            | Darin Henry                                              | 17. listopadu 2017 | 29. ledna 2018                               | 312       |
| 63 | 12        | Deleted!                           | Smazáno                            | Kadeem Hardison                                          | Jenn Lloyd a Kevin Bonani                                | 24. listopadu 2017 | 7. dubna 2018                                | 315       |
| 64 | 13        | Second Chances                     | Druhé šance                        | Jon Rosenbaum                                            | námět: Zendaya a Rob Lotterstein scénář: Rob Lotterstein | 15. ledna 2018     | 8. dubna 2018                                | 313       |
| 65 | 14        | Revenge of the Van People          | odplata dodávkových lidí           | Jon Rosenbaum                                            | Shawnté McCall                                           | 16. ledna 2018     | 14. dubna 2018                               | 314       |
| 66 | 15        | The Gammy Files                    | Případ babi                        | Eileen Conn                                              | Rob Lotterstein                                          | 17. ledna 2018     | 15. dubna 2018                               | 319       |
| 67 | 16        | Take Me Out                        | Na Rande                           | Joel Zwick                                               | Kurt Maloney                                             | 18. ledna 2018     | 21. dubna 2018                               | 316       |
| 68 | 17        | Twin It to Win It                  | Ve vlastním rytmu                  | Joel Zwick                                               | LaTonya Croff                                            | 22. ledna 2018     | 22. dubna 2018                               | 317       |
| 69 | 18        | Cassandra Undercover               | Tajný život Cassandry              | Joel Zwick                                               | David Tolentino                                          | 23. ledna 2018     | 28. dubna 2018                               | 318       |
| 70 | 19        | K.C. Times Three                   | Tři K.C.                           | Patrick Maloney                                          | Dava Savel                                               | 24. ledna 2018     | 29. dubna 2018                               | 320       |
| 71 | 20        | The Domino Effect                  | dominový efekt                     | Eileen Conn                                              | Darin Henry                                              | 29. ledna 2018     | 30. července 2018                            | 321       |
| 72 | 21        | Domino 2: Barbecued                | Domino 2: BBQ                      | Joely Fisher                                             | Rob Lotterstein                                          | 30. ledna 2018     | 31. července 2018                            | 322       |
| 73 | 22        | Domino 3: Buggin' Out              | Domino 3: zdejchnutí se            | Jon Rosenbaum                                            | Jenn Lloyd a Kevin Bonani                                | 31. ledna 2018     | 1. srpna 2018                                | 323       |
| 74 | 23        | Domino 4: The Mask                 | Domino 4: Maska                    | Jon Rosenbaum                                            | Rob Lotterstein                                          | 1. února 2018      | 2. srpna 2018                                | 324       |
| 75 | 24        | K.C. Undercover: The Final Chapter | Tajný život K.C.: Poslední epizoda | Jon Rosenbaum                                            | Rob Lotterstein                                          | 2. února 2018      | 3. srpna 2018 (1.část)7. srpna 2018 (2.část) | 325-326   |